# Bad Day (bài hát của Daniel Powter)
"Bad Day" là một bài hát của nghệ sĩ thu âm người Canada Daniel Powter nằm trong album phòng thu thứ hai mang chính tên của anh (2005). Nó được phát hành vào ngày 9 tháng 1 năm 2005 như là đĩa đơn đầu tiên trích từ album bởi Warner Bros. Records ở thị trường Hoa Kỳ và Sony BMG ở những thị trường khác. Bài hát được viết lời bởi Powter, trong khi phần sản xuất được đảm nhận bởi Mitchell Froom và Jeff Dawson. Đây là một bản pop rock ballad với nội dung đề cập đến những cảm xúc khác nhau của mỗi người khi phải trải qua một ngày tồi tệ và không may mắn. Ban đầu, "Bad Day" được thu âm vào năm 2002 nhưng nam ca sĩ vẫn không tìm được một hãng thu âm tiềm năng để phát hành nó, và bài hát chỉ bắt đầu thu hút sự chú ý với việc xuất hiện lần đầu tiên trong một quảng cáo thương mại trên truyền hình của Coca-Cola tại Pháp vào dịp Giáng sinh năm 2004 trước khi phát hành chính thức. Tom Whalley, chủ tịch kiêm giám đốc điều hành của Warner Bros. Records, sau đó đã đề nghị Powter một hợp đồng thu âm sau khi nghe một bản thu nháp của bài hát.
Sau khi phát hành, "Bad Day" nhận được những phản ứng trái chiều từ các nhà phê bình âm nhạc, trong đó họ đánh giá cao giai điệu hấp dẫn cũng như quá trình sản xuất của nó, mặc dù vấp phải nhiều chỉ trích xung quanh nội dung lời bài hát thiếu chiều sâu. Tuy nhiên, nó đã gặt hái nhiều giải thưởng và đề cử tại những lễ trao giải lớn, bao gồm chiến thắng tại giải thưởng âm nhạc Billboard năm 2006 cho Đĩa đơn Hot 100 của năm và Đĩa đơn Nhạc số của năm, bên cạnh một đề cử giải Grammy cho Trình diễn giọng pop nam xuất sắc nhất tại lễ trao giải thường niên lần thứ 49. "Bad Day" cũng tiếp nhận những thành công vượt trội về mặt thương mại, đứng đầu bảng xếp hạng ở Ireland và lọt vào top 10 ở hầu hết những thị trường nó xuất hiện, bao gồm vươn đến top 5 ở nhiều thị trường lớn như Úc, Đan Mạch, Pháp, Ý, Ba Lan, Thụy Sĩ và Vương quốc Anh. Tại Hoa Kỳ, bài hát đạt vị trí số một trên bảng xếp hạng Billboard Hot 100 trong năm tuần liên tiếp, trở thành đĩa đơn đầu tiên và duy nhất của Powter lọt vào bảng xếp hạng, đồng thời tiêu thụ được hơn 3.5 triệu bản tại đây.
Video ca nhạc cho "Bad Day" được đạo diễn bởi Marc Webb, trong đó tập trung khai thác câu chuyện về hai nhân vật luôn cảm thấy nhàm chán bởi cuộc sống xung quanh và chia sẻ cùng một thói quen tương tự cho đến khi họ gặp nhau ở cuối video. Tính đến tháng 1 năm 2022, video ca nhạc đã có hơn 203 triệu lượt xem. Để quảng bá bài hát, Powter đã trình diễn nó trên nhiều chương trình truyền hình và lễ trao giải lớn, bao gồm American Idol, The Ellen DeGeneres Show, Late Night with Conan O'Brien, Saturday Night Live, Today, The Tonight Show with Jay Leno và Total Request Live, cũng như trong nhiều chuyến lưu diễn của anh. Được ghi nhận là bài hát trứ danh trong sự nghiệp của nam ca sĩ cũng như là một trong những bản one-hit wonder nổi tiếng nhất mọi thời đại, "Bad Day" đã xuất hiện trong nhiều tác phẩm điện ảnh và truyền hình, như Alvin and the Chipmunks, Elementary và The Office. Ngoài ra, bài hát còn được đưa vào nhiều album tuyển tập của Powter, bao gồm B-Sides (2007) và Best of Me (2010). Tính đến nay, nó đã bán được hơn 5.5 triệu bản trên toàn cầu, trở thành một trong những đĩa đơn bán chạy nhất mọi thời đại.

## Danh sách bài hát
| - EP tại Barnes & Noble 1. "Bad Day" – 3:53 2. "Free Loop" – 3:52 3. "Lie to Me" – 3:24 4. "Song 6" – 3:30 | - Đĩa CD tại Anh quốc 1. "Bad Day" – 3:53 2. "Stupid Like This" – 3:23 - Đĩa CD maxi tại Anh quốc 1. "Bad Day" – 3:53 2. "Stupid Like This" – 3:23 3. "Lost on The Stoop" – 4:10 |

## Thành phần thực hiện
Thành phần thực hiện được trích từ ghi chú của Daniel Powter, Warner Bros. Records.
Thành phần
| - Viết lời – Daniel Powter - Sản xuất – Mitchell Froom, Jeff Dawson - Kỹ sư – Jeff Dawson, David Boucher - Phối khí – David Boucher - Master – Bob Ludwig | - Trống – Brendan Ostrander - Guitar – Jeff Dawson, Val McCallum - Piano – Mitchell Froom, Daniel Powter - Bass – Davey Faragher, Darren Parris - Lập trình – Jeff Dawson |

## Xếp hạng
| Bảng xếp hạng (2005-06)               | Vị trí cao nhất |
| ------------------------------------- | --------------- |
| Úc (ARIA)                             | 3               |
| Áo (Ö3 Austria Top 40)                | 13              |
| Bỉ (Ultratop 50 Flanders)             | 5               |
| Bỉ (Ultratop 50 Wallonia)             | 7               |
| Canada (Canadian Singles Chart)       | 6               |
| Cộng Hòa Séc (Rádio Top 100)          | 1               |
| Đan Mạch (Tracklisten)                | 5               |
| Châu Âu (European Hot 100 Singles)    | 2               |
| Pháp (SNEP)                           | 3               |
| Đức (Official German Charts)          | 17              |
| Hungary (Rádiós Top 40)               | 3               |
| Ireland (IRMA)                        | 1               |
| Ý (FIMI)                              | 3               |
| Hà Lan (Dutch Top 40)                 | 6               |
| Hà Lan (Single Top 100)               | 10              |
| New Zealand (Recorded Music NZ)       | 7               |
| Na Uy (VG-lista)                      | 7               |
| Ba Lan (Polish Airplay Charts)        | 3               |
| Bồ Đào Nha (AFP)                      | 2               |
| Scotland (OCC)                        | 1               |
| Thụy Điển (Sverigetopplistan)         | 8               |
| Thụy Sĩ (Schweizer Hitparade)         | 5               |
| Anh Quốc (OCC)                        | 2               |
| Hoa Kỳ Billboard Hot 100              | 1               |
| Hoa Kỳ Adult Pop Airplay (Billboard)  | 1               |
| Hoa Kỳ Adult Contemporary (Billboard) | 1               |
| Hoa Kỳ Pop Airplay (Billboard)        | 2               |
| Venezuela Pop Rock (Record Report)    | 7               |

| Bảng xếp hạng (2005)                 | Vị trí |
| ------------------------------------ | ------ |
| Australia (ARIA)                     | 18     |
| Austria (Ö3 Austria Top 40)          | 41     |
| Belgium (Ultratop 50 Flanders)       | 23     |
| Belgium (Ultratop 50 Wallonia)       | 36     |
| Europe (European Hot 100 Singles)    | 7      |
| France (SNEP)                        | 46     |
| Germany (Official German Charts)     | 52     |
| Hungary (Rádiós Top 40)              | 13     |
| Ireland (IRMA)                       | 9      |
| Italy (FIMI)                         | 23     |
| Netherlands (Dutch Top 40)           | 6      |
| Netherlands (Single Top 100)         | 58     |
| Sweden (Sverigetopplistan)           | 17     |
| Switzerland (Schweizer Hitparade)    | 32     |
| UK Singles (Official Charts Company) | 11     |
| Bảng xếp hạng (2006)                 | Vị trí |
| Hungary (Rádiós Top 40)              | 40     |
| Japan (Tokyo Hot 100)                | 1      |
| UK Singles (Official Charts Company) | 157    |
| US Billboard Hot 100                 | 1      |
| US Adult Contemporary (Billboard)    | 3      |
| US Adult Top 40 (Billboard)          | 2      |
| US Pop Songs (Billboard)             | 4      |
| Bảng xếp hạng (2007)                 | Vị trí |
| US Adult Contemporary (Billboard)    | 17     |

| Bảng xếp hạng (2000-09)    | Vị trí |
| -------------------------- | ------ |
| Netherlands (Dutch Top 40) | 85     |
| US Billboard Hot 100       | 56     |

| Bảng xếp hạng                     | Vị trí |
| --------------------------------- | ------ |
| US Billboard Hot 100              | 398    |
| US Adult Contemporary (Billboard) | 12     |
| US Adult Top 40 (Billboard)       | 47     |

## Chứng nhận
| Quốc gia                                                                           | Chứng nhận  | Số đơn vị/doanh số chứng nhận |
| ---------------------------------------------------------------------------------- | ----------- | ----------------------------- |
| Úc (ARIA)                                                                          | Bạch kim    | 70.000^                       |
| Canada (Music Canada)                                                              | Bạch kim    | 10.000^                       |
| Đan Mạch (IFPI Đan Mạch)                                                           | Vàng        | 4.000^                        |
| Pháp (SNEP)                                                                        | Vàng        | 150.000*                      |
| Đức (BVMI)                                                                         | Vàng        | 250.000^                      |
| Ý (FIMI)                                                                           | Vàng        | 25.000‡                       |
| Nhật Bản (RIAJ)                                                                    | Triệu       | 1.000.000^                    |
| Anh Quốc (BPI)                                                                     | Bạch kim    | 600.000‡                      |
| Hoa Kỳ (RIAA)                                                                      | 3× Bạch kim | 3.000.000^                    |
| * Chứng nhận dựa theo doanh số tiêu thụ. ^ Chứng nhận dựa theo doanh số nhập hàng. |             |                               |